# Lentulus Batiatus
Lentulus Batiatus was rond 73 v.Chr. de eigenaar van een Romeinse gladiatorschool in de Italiaanse stad Capua.  Een van de gladiatoren in zijn school was Spartacus, die als leider van een leger van ontsnapte gladiatoren en andere slaven een beroemd geworden slavenopstand begon, die echter bloedig neergeslagen zou worden.
In de film Spartacus uit 1960 werd Lentulus Batiatus gespeeld door Peter Ustinov. Voor deze rol won Ustinov de Academy Award voor beste bijrol.
In de televisieserie Spartacus: Blood and Sand wordt deze rol vertolkt door John Hannah.